# Järna församling
Järna församling var en församling i Västerås stift och i Vansbro kommun i Dalarnas län. Församlingen uppgick 2010 i Järna med Nås och Äppelbo församling. 

## Administrativ historik
Församlingen har medeltida ursprung. Församlingen var mellan 1938 och 1 juli 1991 uppdelad i två kyrkobokföringsdistrikt: Järna kbfd (202101) och Vansbro kbfd (202102).
Församlingen var till 1 maj 1822 annexförsamling i pastoratet Nås, Järna och Äppelbo som mellan 1605 och 1612 även omfattade Floda församling och mellan 1748 och 1798 Säfsnäs församling. Från 1 maj 1822 till 2010 utgjorde församlingen ett eget pastorat. Församlingen uppgick 2010 i Järna med Nås och Äppelbo församling.

## Organister
| Verksam   | Namn                  | Levnadstid |
| --------- | --------------------- | ---------- |
| 1961–1964 | Anders Fridolf Manell | 1908–      |

## Kyrkobyggnader
- Järna kyrka
- Vansbro kyrka